# Spongiosarcinopsis
Spongiosarcinopsis, monotipski rod zelenih algi iz porodice Protosiphonaceae, dio reda Chlamydomonadales. Jedina vrsta je S. terrestris, terestrijalna vrsta otkrivena u Moskovskoj oblasti kod Puščina (Пу́щино)